# إينو أناستازيا
إينو (باليونانية: Ἰνώ)‏ سُميت فيما بعد (إيليا أناستازيا) (توفيت 593م) كانت إمبراطورة قرينة، زوجها الامبراطور البيزنطي تيبريوس الثاني (حكم من 578–582)، حملت لقب "أوغسطا" منذ عام 578 وحتى وفاتها.

## حياتها

### حياتها المبكرة وزواجها
وفقاً لرواية يوحنا الأفسسي فإن إينو قد جاءت من دافنوديوم، ربما من جزيرة دافنوسيا، قبالة ساحل بيثينيا في البحر الاسود.

تزوجت لأول مرة من إيوانيس وهو ضابط تنفيذي برتبة أوبتيو في الجيش البيزنطي، وكان لديهما إبنة مخطوبة لتيبريوس، لكن زوجها وابنتها توفيا قبل إتمام مراسم الزواج، فتزوجت إينو نفسها من تيبريوس بدلاً من ذلك.
يذكر يوحنا الأفسسي أن إينو وتيبريوس رزقا بثلاثة أطفال. ابنتان معروفتان بالإسم كونستانتينا وشاريتو، والطفل الثالث مات قبل ان يصبح تيبريوس قيصراً.

### زوجة القيصر
في عهد جستين الثاني اصبح تيبريوس في منصب كوميس إكسيوبيتوريوم (قائد الإكسيوبيتورس). يُقال ان جستين الثاني عانى من نوبات جنون مؤقتة قبيل سقوط قلعة دارا الهامة بيد الملك الساساني كسرى الأول في نوفمبر 573.
طبقاً لغريغوري من تور فإن السلطة الوحيدة في الامبراطورية في تلك الفترة كانت بيد زوجته صوفيا, وهي ابنة أخت الامبراطورة ثيودورا زوجة الامبراطور جستنيان. أفاد ايفاغريوس سكولاستيكوس بأن صوفيا تمكنت من جانبها من ابرام هدنة لثلاث سنوات مع كسرى، لكن من اجل ان تمارس سلطتها بفعالية كوصية فقد كانت بحاجة الى داعمين لها لذا اختارت تيبريوس رفيقاً لها.

وفقاً لتاريخ ثيوفانيس المعترف تم تنصيب تيبريوس قيصراً رسمياً من قبل جستين في 7 ديسمبر 574. وتم تبنيه من قبل جستين وأصبح وريثه المعين. في هذه الاثناء برزت إينو بصفتها قيصرة، ثاني مرتبة نسائية في الامبراطورية.

يذكر التاريخ الكنسي ليوحنا الأفسسي و تاريخ ثيوفانيس المعترف بأن صوفيا كانت تخطط للزواج من تيبريوس. وأُعتبر زواجه الحالي بمثابة اساءة بالنسبة لها، ولم يكن مسموح لإينو وبناتها بالدخول الى قصر القسطنطينية الكبير. حيث سكنوا بدلاً من ذلك في قصر هرمزداس، مقر إقامة جستنيان الأول قبل اعتلائه العرش.وفقاً ليوحنا الأفسسي، كان تيبريوس ينضم اليهم كل مساء ثم يعود الى القصر الكبير كل صباح. كما رفضت صوفيا زيارة سيدات البلاط لإينو وبناتها كعربون احترام لهن.

ومع ذلك، وفي نهاية المطاف غادرت إينو وبناتها القسطنطينية الى موطنها الأصلي دافنوديوم هرباً من استياء صوفيا.ووفقاً ليوحنا الأفسسي فقد غادر تيبريوس القسطنطينية لزيارة إينو عندما شعرت بالمرض. 

### الإمبراطورة
في سبتمبر 578، عيّن جستين الثاني تيبريوس إمبراطوراً مشاركاً له، وفي 5 أكتوبر 578 توفي جستين وأصبح تيبريوس إمبراطوراً بمفرده، وفقاً ليوحنا الأفسسي، أرسلت صوفيا بطريرك القسطنطينية أفتيخيوس الى تيبريوس لإقناعه بطلاق إينو، حيث عرضت نفسها وابنتها أرابيا كعرائس مقترحات للامبراطور الجديد، الا ان تيبريوس رفض.
يبدو أن تيبريوس كان يخشى على سلامة زوجته وبناته، يذكر يوحنا الأفسسي أنه قد تم تهريب النساء الثلاثة سراً الى القسطنطينية بالقارب في وقت متأخر من الليل. وصلت إينو بسلام وقام زوجها بترتيب لقاءات لها مع أفتيخيوس وأعضاء من مجلس الشيوخ البيزنطي. تم إعلان إينو إمبراطورة في حفل عام وحصلت على مرتبة أوغسطا.
وفقاً ليوحنا الأفسسي أُعتبر اسمها غير مناسباً لإمبراطورة مسيحية بسبب إيحاءاته الهلنية. إينو الأصلية كانت ابنة قدموس وهارمونيا، والتي اصبحت لاحقاً ليوكوثيا. كإمبراطورة حصلت إينو على اسم أنستاسيا (ورسمياً أيليا أنستاسيا)، والذي اقترحته عصبة فريق سباق العجلات الأزرق. فيما اقترح منافسوهم الخُضر إسم هيلينا.
```
لم تكن أنستاسيا الـ "أوغسطا" الوحيدة. احتفظت 
صوفيا
 برتبتها أيضاً واحتفظت بجزء من القصر لنفسها. إنتماء أنستاسيا الديني لم يكن معروفاً. وبحسب يوحنا الأفسسي فقد كانت معادية للطائفة الدينية 
الخلقيدونية
، وكانت تفتقر الى المعرفة بمعتقداتهم الفعلية.
[
4
]
 ولكن يوحنا لم يذكر دعمها 
للمونوفيزية
 أيضاً.       
```

### الحماة
في 14 أغسطس 582 توفي تيبريوس. فخلفه على العرش الجنرال موريكيوس خطيب ابنته كونستانتينا، عُقد زواج كونستانتينا وموريكيوس في خريف عام 582، في حفل أقامه بطريرك القسطنطينية يوحنا الرابع، والتي وصفها بالتفصيل ثيوفيلاكت سيميكوتا. أُعلنت كونستانتينا "أوغسطا" كذلك في الوقت الذي بقيت فيه أنستاسيا وصوفيا تحتفظان بذات اللقب. يذكر يوحنا الأفسسي بأن الأوغسطات الثلاث كُنّ يُقِمنّ في القصر الكبير.

يذكر ثيوفانس بأن أنستاسيا قد توفيت في عام 593. ودفنت في كنيسة الرسل المقدسة الى جوار زوجها.